# 雷德費恩島
68°37′S 77°53′E / 68.617°S 77.883°E
雷德費恩島，是南極洲的島嶼，位於伊利沙伯女皇地，處於沃里納島以西，距離布雷德內斯半島西端1.9公里，根據挪威探險隊拍攝的空中照片繪入地圖，現時由南極條約體系管理。